# Calthalotia
Calthalotia là một chi ốc biển ở Úc trong họ Trochidae.

## Các loài
- Calthalotia arruensis (Watson, 1880)
- Calthalotia baudini (Fischer, 1878)
- Calthalotia fragum (Philippi, 1848)
- Calthalotia modesta (Thiele, 1930)
- Calthalotia mundula (Adams & Angas, 1864)
- Calthalotia strigata (Adams, 1853)

Đồng nghĩa
- Calthalotia comtessi (Iredale, 1931): synonym of  Calthalotia fragum (Philippi, 1848)
- Calthalotia indistincta (Wood, 1828): synonym of  Calthalotia comtessi (Iredale, 193)1 - C. indistincta has priority over C. comtessi, according to Jansen (1993).[4]
- Calthalotia marginata (Tenison-Woods, J.E., 1880):[5][6] synonym of Calthalotia arruensis (Watson, 1880)
- Calthalotia nitidissima Ludbrook, N.H. 1941: synonym of Calthalotia arruensis (Watson, 1880)
- Calthalotia porteri Iredale, 1940: synonym of Prothalotia porteri (Iredale, 1940)

## Hình ảnh

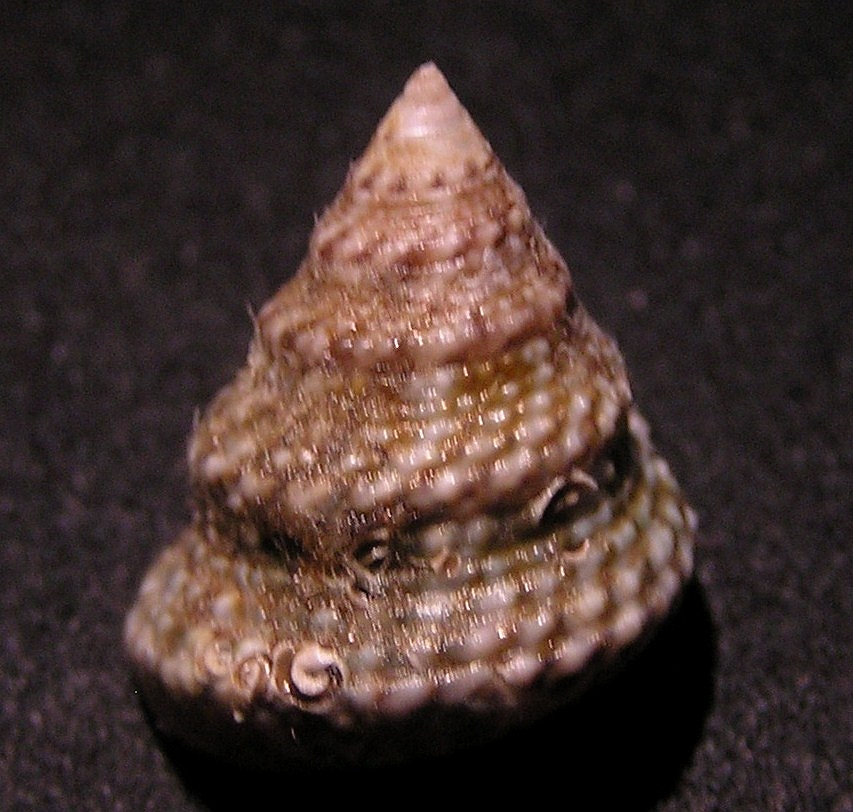
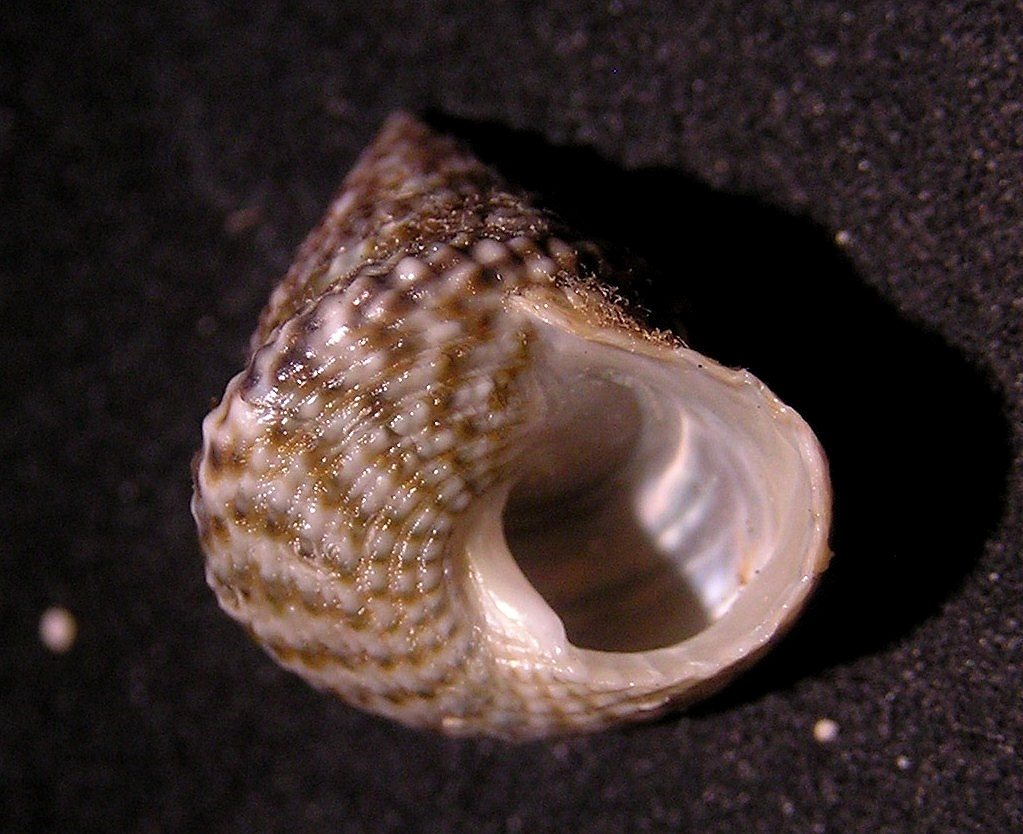